# Strategic Airlines
Strategic Airlines era uma companhia aérea charter com sede na Cidade de Luxemburgo, Luxemburgo. Ofereceu voos charter de férias principalmente para operadores turísticos.

## História
A companhia aérea foi fundada em julho de 2010 em Luxemburgo como uma subsidiária da companhia aérea australiana Strategic Airlines, que mudou de nome para Air Australia.
A Strategic Airlines iniciou suas operações em outubro de 2010 com umAirbus A320.
Em 17 de fevereiro de 2012, a Air Australia encerrou as operações. Em 4 de outubro de 2013, a Strategic Airlines Luxembourg entrou em administração.

## Frota

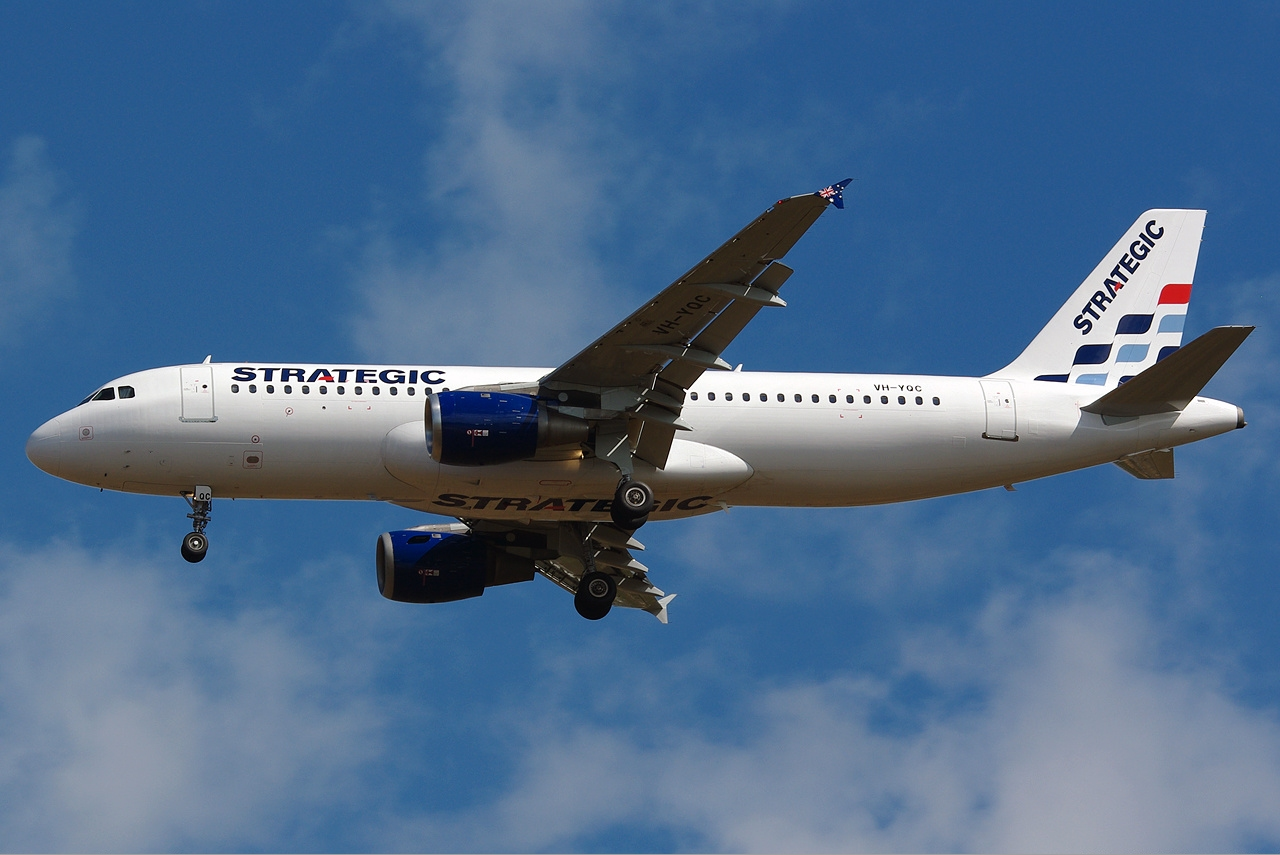
Um Airbus A320-200 da Strategic Airlines

A frota da Strategic Airlines consistia nas seguintes aeronaves (Maio de 2011):
| Aeronaves       | Em Serviço | Ordens | Passageiros | Notas |
| --------------- | ---------- | ------ | ----------- | ----- |
| Airbus A320-200 | 3          | –      | 180         |       |
| Total           | 3          | 0      |             |       |